# Vitinho apresenta... os Êxitos da Pequenada
Vitinho apresenta... os Êxitos da Pequenada é um álbum de grandes êxitos de vários intérpretes e grupos musicais da «Geração Vitinho». Foi editado em disco de vinil, cassete e CD pela editora discográfica multinacional Sony Music em 1992.

## Alinhamento de faixas
| N.º            | Título                                  | Artista                               | Duração |  |
| 1.             | "Dentro de uma bota"                    | Popeline                              | 4:00    |  |
| 2.             | "Fui ontem à feira"                     | Onda Choc                             | 2:32    |  |
| 3.             | "Natal na neve"                         | Jovens Cantores de Lisboa e Ana Faria | 3:21    |  |
| 4.             | "Susana"                                | Queijinhos Frescos                    | 4:09    |  |
| 5.             | "A Lua é feiticeira"                    | Popeline                              | 1:27    |  |
| 6.             | "Bikini pequenino às bolinhas amarelas" | Onda Choc                             | 2:21    |  |
| 7.             | "Cantiga de embalar (II)"               | Paulo de Carvalho e Lena d'Água       | 2:05    |  |
| 8.             | "Canção do Luís"                        | Ana Faria e Pedro Faria Gomes         | 2:29    |  |
| 9.             | "Muito mais"                            | Popeline                              | 3:18    |  |
| 10.            | "O Pai Natal"                           | Jovens Cantores de Lisboa e Ana Faria | 3:04    |  |
| 11.            | "Será que ele pensa em mim?"            | Onda Choc                             | 3:03    |  |
| 12.            | "Parabéns a você"                       | António Sala e Miguel Sala            | 1:50    |  |
| 13.            | "Se fores no meu carro"                 | Ultimatum                             | 4:36    |  |
| 14.            | "Boa noite, Vitinho! (IV)"              | Paulo de Carvalho                     | 2:46    |  |
| Duração total: | Duração total:                          | Duração total:                        | 42:16   |  |